# Specie di Nephilinae
Di seguito sono descritte tutte le 61 specie della sottofamiglia di ragni Nephilinae note al giugno 2017.

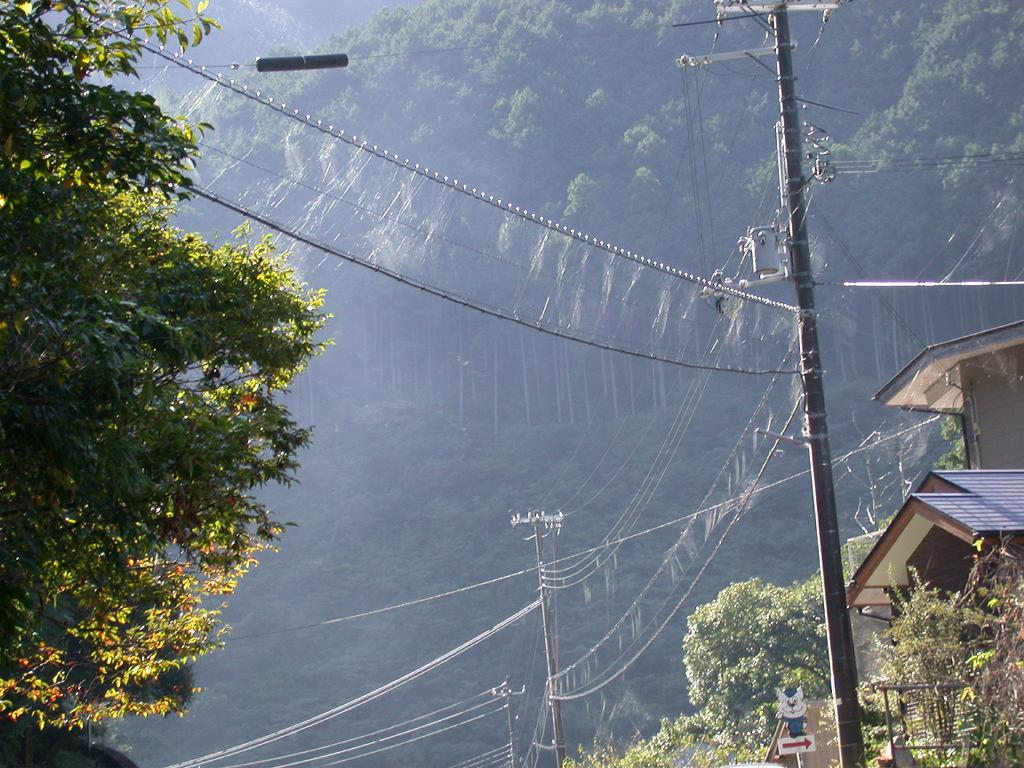
ragnatele di grandi dimensioni di Nephila clavata

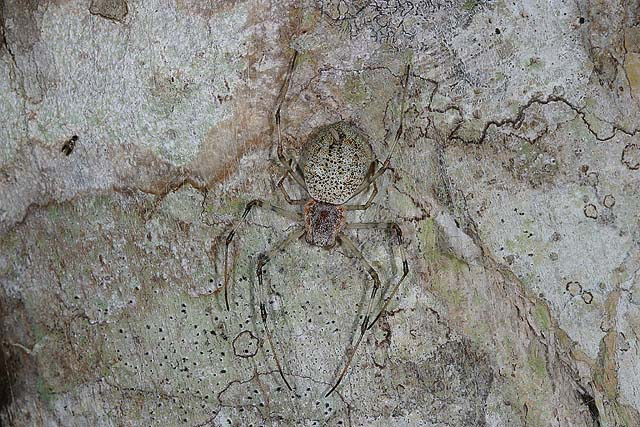
Herennia sp.

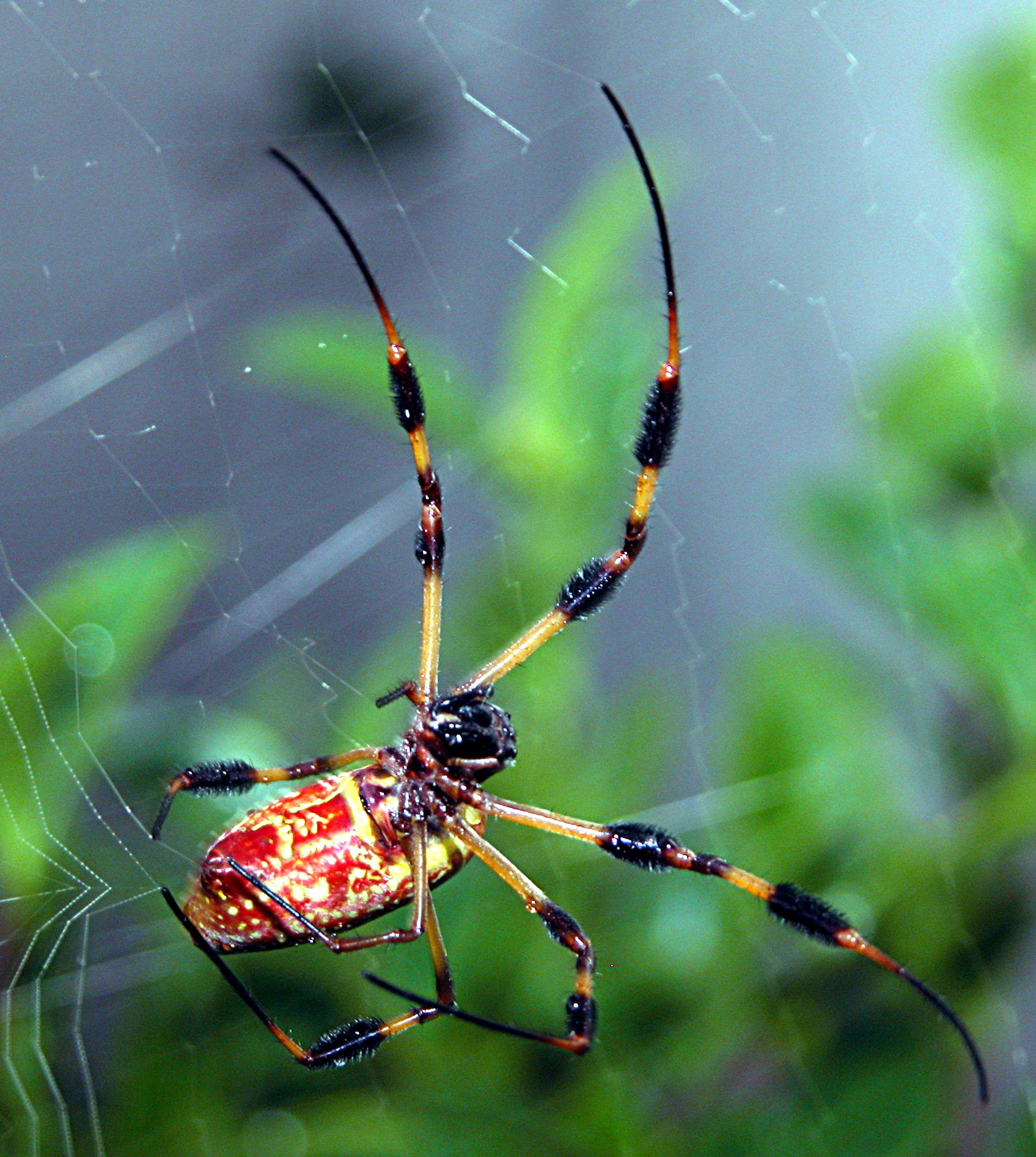
Nephila clavipes

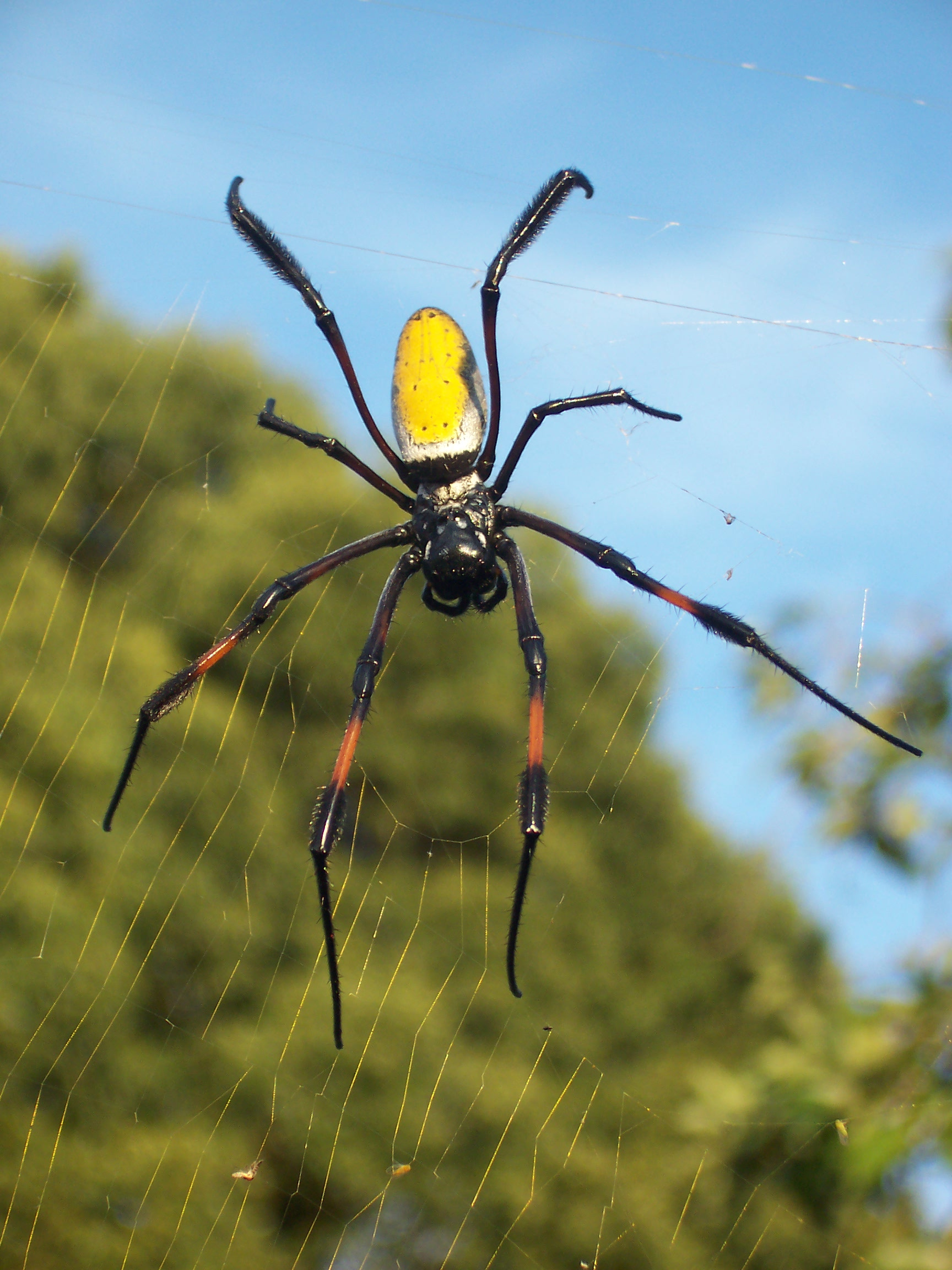
Nephila inaurata

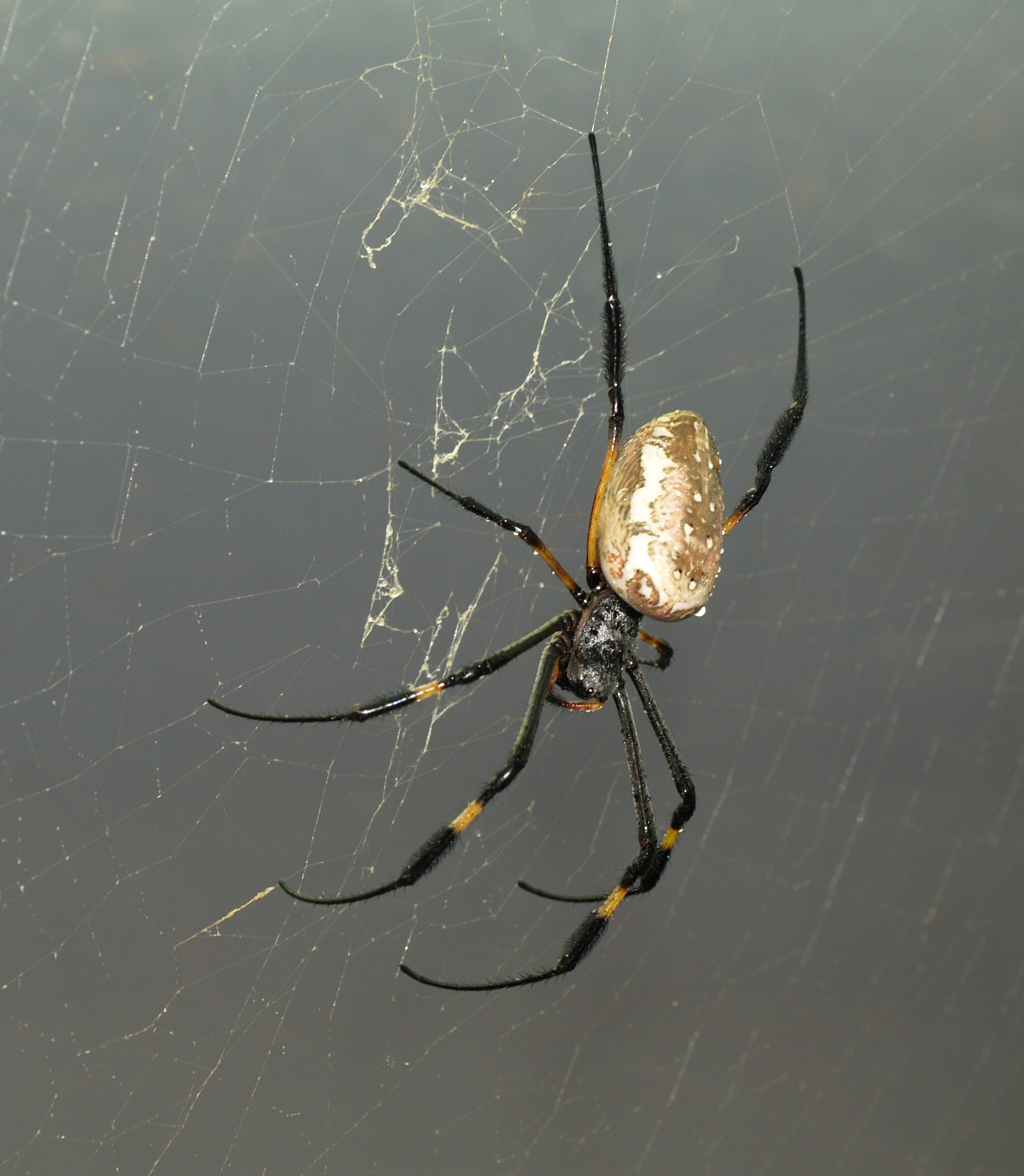
Nephila senegalensis, femmina

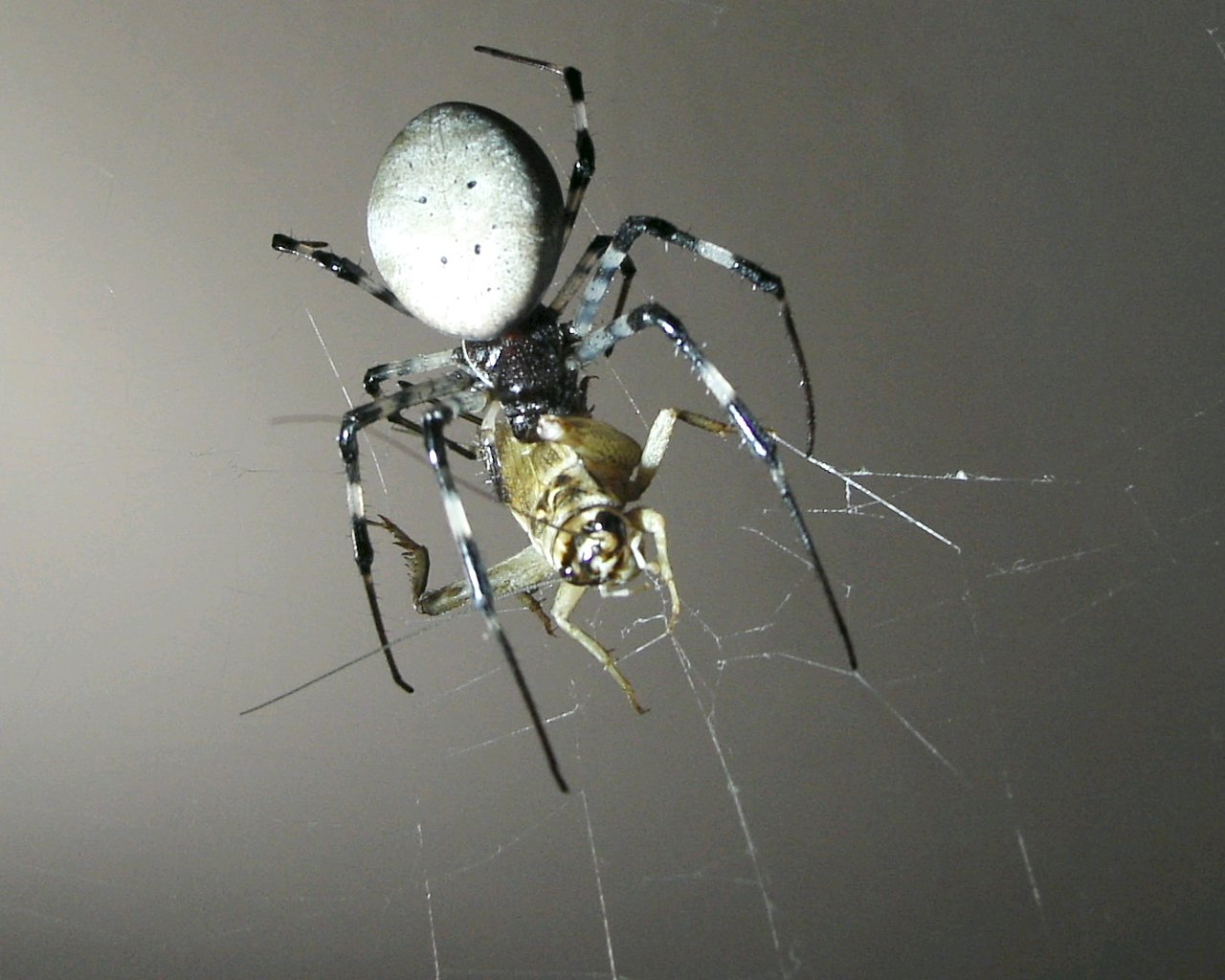
Nephilengys borbonica con preda

## Clitaetra
Clitaetra Simon, 1889
- Clitaetra clathrata Simon, 1907 — Africa occidentale
- Clitaetra episinoides Simon, 1889 — Isole Comore
- Clitaetra irenae Kuntner, 2006 — Sudafrica
- Clitaetra perroti Simon, 1894 — Madagascar
- Clitaetra simoni Benoit, 1962 — Congo
- Clitaetra thisbe Simon, 1903 — Sri Lanka

## Herennia
Herennia Thorell, 1877
- Herennia agnarssoni Kuntner, 2005 — Isole Salomone
- Herennia deelemanae Kuntner, 2005 — Borneo
- Herennia etruscilla Kuntner, 2005 — Giava
- Herennia gagamba Kuntner, 2005 — Filippine
- Herennia jernej Kuntner, 2005 — Sumatra
- Herennia milleri Kuntner, 2005 — Nuova Guinea, Nuova Britannia
- Herennia multipuncta (Doleschall, 1859) — dall'India alla Cina, Borneo, Celebes
- Herennia oz Kuntner, 2005 — Territorio del Nord (Australia)
- Herennia papuana Thorell, 1881 — Nuova Guinea
- Herennia sonja Kuntner, 2005 — Kalimantan (Borneo), Celebes
- Herennia tone Kuntner, 2005 — Filippine

## Nephila
Nephila Leach, 1815
- Nephila antipodiana (Walckenaer, 1842) — Cina, dalle Filippine alla Nuova Guinea, Isole Salomone, Queensland
- Nephila clavata L. Koch, 1878 — dall'India al Giappone
  - Nephila clavata caerulescens Ono, 2011 — Giappone
- Nephila clavipes (Linnaeus, 1767) — dagli USA all'Argentina, São Tomé
  - Nephila clavipes fasciculata (De Geer, 1778) — dagli USA all'Argentina
  - Nephila clavipes vespucea (Walckenaer, 1842) — Argentina
- Nephila comorana Strand, 1916 — Isole Comore
- Nephila constricta Karsch, 1879 — Africa tropicale
- Nephila cornuta (Pallas, 1772) — Guyana
- Nephila dirangensis Biswas & Biswas, 2006 — India
- Nephila edulis (Labillardière, 1799) — Australia, Nuova Guinea, Nuova Caledonia, Nuova Zelanda
- Nephila fenestrata Thorell, 1859 — Sudafrica
  - Nephila fenestrata fuelleborni Dahl, 1912 — Africa orientale
  - Nephila fenestrata venusta (Blackwall, 1865) — Africa centrale e occidentale
- Nephila inaurata (Walckenaer, 1842) — Mauritius, Rodriguez, Réunion
  - Nephila inaurata madagascariensis (Vinson, 1863) — dal Sudafrica alle Isole Seychelles
- Nephila komaci Kuntner & Coddington, 2009 - Sudafrica, Madagascar
- Nephila kuhlii Doleschall, 1859 — dall'India a Celebes
- Nephila laurinae Thorell, 1881 — dalla Cina alle Isole Salomone
- Nephila pakistaniensis Ghafoor & Beg, 2002 — Pakistan
- Nephila pilipes (Fabricius, 1793) — Cina, dalle Filippine all'Australia
  - Nephila pilipes malagassa (Strand, 1907) — Madagascar
- Nephila plumipes (Latreille, 1804) — Indonesia, Nuova Guinea, Australia, Nuova Caledonia, Vanuatu, Isole Salomone, Nuova Irlanda (Papua Nuova Guinea)
- Nephila robusta Tikader, 1962 — India
- Nephila senegalensis (Walckenaer, 1842) — dall'Africa occidentale all'Etiopia
  - Nephila senegalensis annulata (Thorell, 1859) — Namibia, Africa meridionale
  - Nephila senegalensis bragantina Brito Capello, 1867 — Africa centrale
  - Nephila senegalensis hildebrandti Dahl, 1912 — Madagascar
  - Nephila senegalensis huebneri Dahl, 1912 — Africa orientale
  - Nephila senegalensis keyserlingi (Blackwall, 1865) — Congo, Africa orientale
  - Nephila senegalensis nyikae Pocock, 1898 — Africa orientale
  - Nephila senegalensis schweinfurthi Simon, 1890 — Yemen
- Nephila sexpunctata Giebel, 1867 — Brasile, Paraguay, Argentina
- Nephila sumptuosa Gerstäcker, 1873 — Africa orientale, Socotra
- Nephila tetragnathoides (Walckenaer, 1842) — Isole Figi, Isole Tonga, Niue (Nuova Zelanda)
- Nephila turneri Blackwall, 1833 — Africa centrale e occidentale
  - Nephila turneri orientalis Benoit, 1964 — Africa centrale e orientale
- Nephila vitiana (Walckenaer, 1847) — Indonesia, Celebes, Isole Figi, Isole Tonga

## Nephilengys
Nephilengys L. Koch, 1872
- Nephilengys borbonica (Vinson, 1863) — Madagascar, isole Comore, isole Mascarene, isole Seychelles, Aldabra (Oceano Indiano)
- Nephilengys cruentata (Fabricius, 1775) — Africa tropicale, America meridionale
- Nephilengys dodo Kuntner & Agnarsson, 2011 — isole Mauritius
- Nephilengys livida (Vinson, 1863) — Madagascar, isole Comore, isola di Aldabra, isole Seychelles
- Nephilengys malabarensis (Walckenaer, 1842) — dall'India alla China, Filippine, Giappone, Ambon (Isole delle Molucche)
- Nephilengys papuana Thorell, 1881 — Nuova Guinea, Queensland